# Châtillon-le-Roi
Châtillon-le-Roi är en kommun i departementet Loiret i regionen Centre-Val de Loire strax norr Frankrikes mitt. Kommunen ligger i kantonen Outarville som tillhör arrondissementet Pithiviers. År 2022 hade Châtillon-le-Roi 275 invånare.

## Befolkningsutveckling
Antalet invånare i kommunen Châtillon-le-Roi
| Referens: INSEE |